# 成都马拉松
成都马拉松，是在中国四川省成都市举办的马拉松赛事，由中国田径协会与成都市人民政府共同主办。国际田径联合会和国际马拉松和公路跑协会承认该赛事的成绩。

## 历史
1983年2月7日，成都举办最早的马拉松比赛，不过由民间业余长跑协会自发组织。随着赛事规模的扩大，1986年4月6日，成都马拉松被冠以“国际马拉松”名号。
2017年9月23日，成都国际马拉松改名为成都马拉松，当年的赛事被视为首届成都马拉松。2018年、2019年均举办成都马拉松。2019年，成都马拉松成为中国首个世界马拉松大满贯联盟的候选赛事。 2020年，受新冠疫情影响，成都马拉松赛事略有缩减。